# Försvarets hudsalva

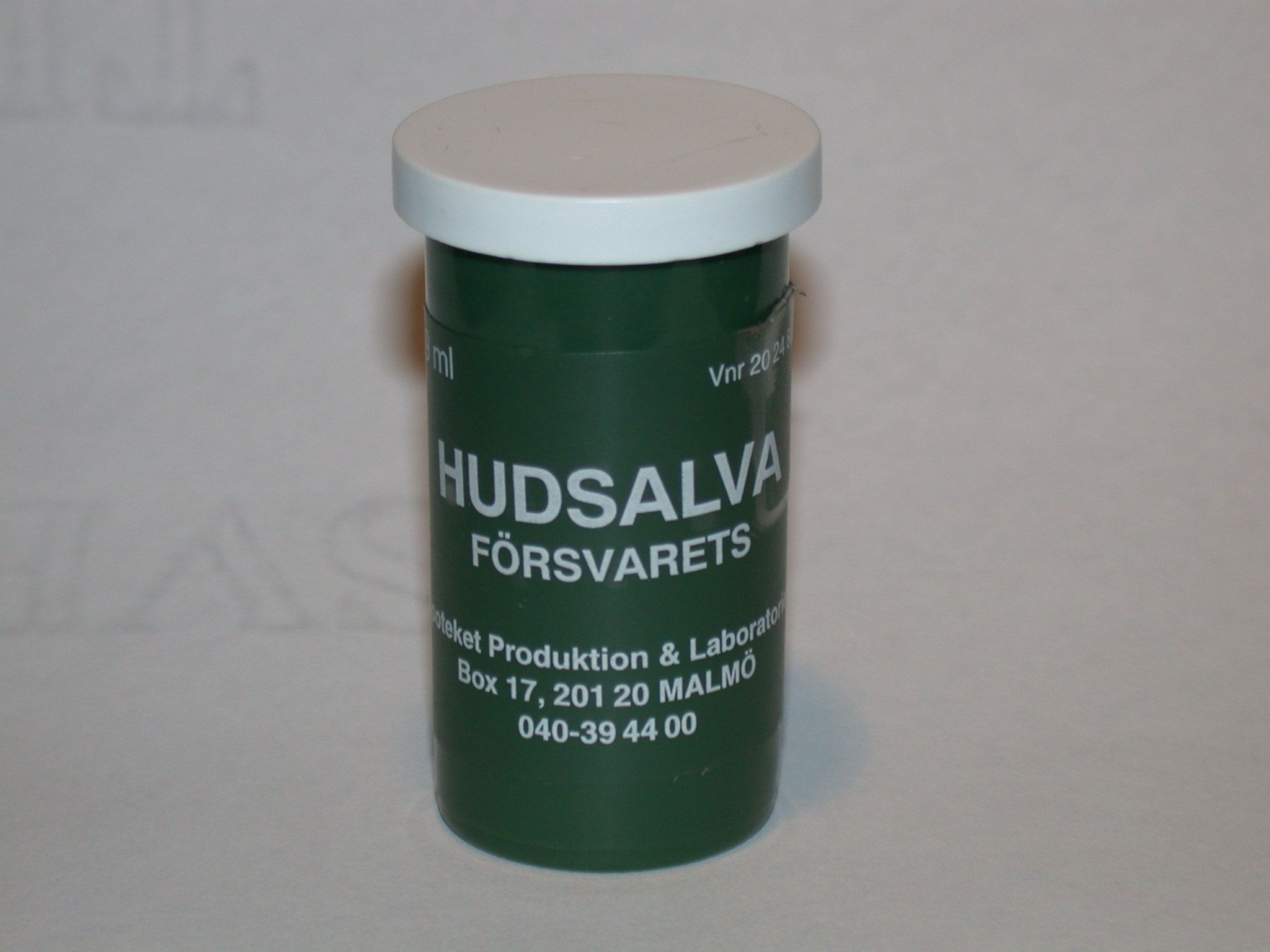
Försvarets hudsalva i plasthylsa

Försvarets hudsalva, tidigare kallad arméns hudsalva, är en svensk hudvårdsprodukt med många användningsområden. Svenska försvaret kontaktade i mitten av 1950-talet Militärapoteket för att man behövde en bra salva mot skavsår, vilket är en vanlig åkomma bland soldater. Salvan beskrivs först i boken Medicinska benämningar 1959. Den tidigast producerade och bevarade salvstiftet är från 1958. Salvan produceras i Malmö av Apotek Produktion och Laboratorier AB (APL).
Den vattenfria salvan innehåller flera mjukgörande fetter, bland annat talg, jordnötsolja och gult vax. De första förpackningarna var i metall, men detta ändrades senare till gröna plasthylsor. Att salvan är vattenfri gör den lämplig för insmörjning i ansiktet för att motverka köldskador vid vistelse i kallt och blåsigt väder, till exempel vid skidsport.
Årligen säljs cirka 900 000 stift varav cirka 10 procent går till Försvarsmakten. Salvan har även sålts utomlands, till exempel i USA och i Frankrike. Flera företag i Europa men även i Japan och Kanada har gjort förfrågningar om att få sälja produkten. Civilt används Försvarets Hudsalva främst som läppbalsam och för att mjuka upp torr och narig hud.
Genom åren har uppfinningsrikedomen varit stor med andra användningsområden, till exempel som skidvalla, smörjmedel och stekfett. I nödfall har salvan även använts för vapenvård, samt t.o.m. nödproviant pga. det rika näringsinnehållet (bl.a. fettlösligt C-vitamin). 
Salvan säljs numera i förpackningar à 23 ml och 9 ml, men under en kortare tid fanns även salvan i en större förpackning i brun plast med syftet att användas till hundtassar. Det finns även, förutom den vanliga gröna plasthylsan, varianter med grön kamouflageteckning samt även i rosa kamouflagemönster.